# 天主教霍洛宗座代牧区
天主教霍洛宗座代牧區（拉丁語：Vicariatus Apostolicus Ioloensis）是菲律賓一個羅馬天主教宗座代牧區，直屬聖座，管轄蘇祿省和塔威塔威省。
當地以伊斯蘭教信徒為主，天主教徒佔極少數。宗座代牧區於2010年時有28,937名教友，佔總人口2.6%。由12名司鐸服務5個堂區。宗座代牧區的主教座堂是霍洛嘉模山聖母主教座堂。現任宗座代牧為嘉祿·M·因森。
蘇祿宗座監牧區於1953年10月28日設立。宗座監牧區於1958年7月12日升為宗座代牧區並易名。